# Martha Lane Fox
Pour les articles homonymes, voir Fox.
Martha Lane Fox, baronne Lane-Fox de Soho, (née le 10 février 1973) est une femme d'affaires, philanthrope et fonctionnaire britannique. Elle a cofondé Last Minute pendant le boom numérique du début des années 2000 et participe par la suite à des projets numériques de service public. Elle siège aux conseils d'administration de Twitter, Donmar Warehouse, WeTransfer et Chanel, en plus d'être fiduciaire du Queens Commonwealth Trust. Elle a auparavant siégé au conseil d'administration de Channel 4 .
Elle entre à la Chambre des lords le 26 mars 2013, devenant sa plus jeune membre féminine et est nommée chancelière de l'Open University le 12 mars 2014. En novembre 2019, Lane Fox est désignée comme la femme la plus influente du secteur numérique britannique du dernier quart de siècle.

## Jeunesse
Née à Londres, Lane Fox est la fille de l'écrivain académique et jardinier Robin Lane Fox, le descendant d'une famille d'aristocrates fonciers anglais installés à Bramham Park. Elle fait ses études à Oxford High School, une école indépendante pour filles à Oxford, et à Westminster School, une école publique de Londres. Elle étudie l'histoire ancienne et moderne au Magdalen College, Oxford, et obtient un BA puis un MA.

## Carrière
Lane Fox rejoint la société de conseil en technologies de l'information et en médias Spectrum où elle rencontre Brent Hoberman. En 1998, Lane Fox et Hoberman fondent Last Minute, une entreprise de voyages et de cadeaux en ligne. Elle démissionne en tant que directrice générale en 2003. Pendant ce temps, la société survit à l'éclatement de la bulle numérique pour être rachetée par Sabre Holdings en 2005 pour 577 millions de livres sterling.

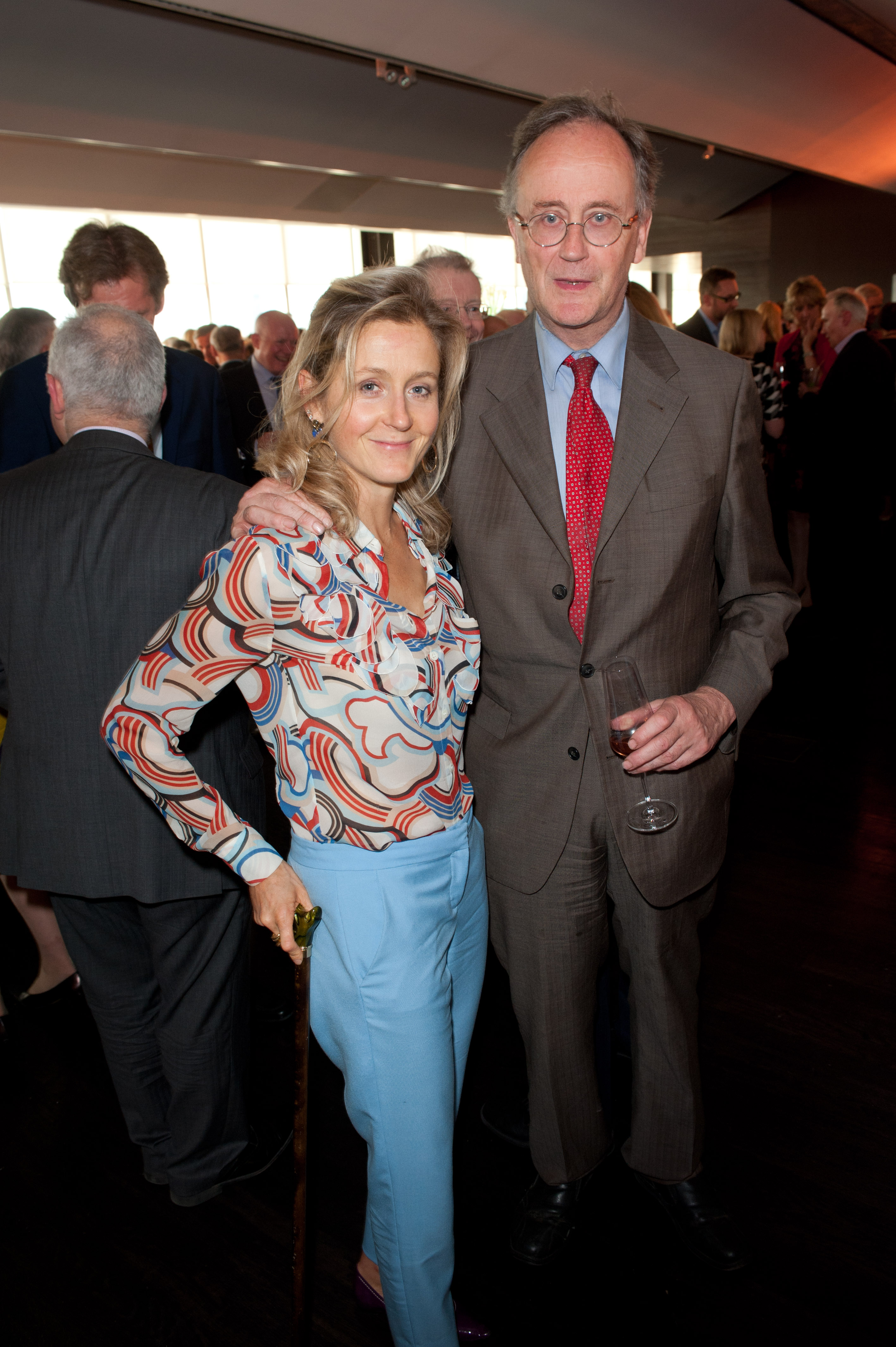
Lady Lane-Fox avec son père Robin Lane Fox, 2013

Après son départ de Last Minute, Lane Fox est sollicitée pour prendre en charge les opérations quotidiennes à Selfridges mais est impliquée dans un accident de voiture avant de pouvoir prendre son poste. À la suggestion du directeur de la publicité Julian Douglas, Fox s'est associé à Nick Thistleton pour lancer la société de karaoké Lucky Voice. En 2007, Lane Fox rejoint le conseil d'administration de Marks & Spencer.
De 2009 à 2013, elle est Digital Champions pour le Royaume-Uni et aide à créer le service numérique du gouvernement - cette équipe lance gov.uk et est chargée de mener une campagne de deux ans pour améliorer les connaissances en informatique. L'année suivante, elle est chargée de créer l'Unité des services publics numériques au sein du Cabinet Office et invitée à siéger au Conseil de l'efficacité et de la réforme du Cabinet Office. Elle quitte son poste de digital champion à la fin de 2013.
Elle entre à la Chambre des lords le 26 mars 2013, devenant sa plus jeune membre féminine. Dans son discours inaugural, elle aborde le besoin de littératie numérique dans tous les secteurs de l'économie. Cette même année, l'Open University la nomme chancelier. Dans la perspective du référendum sur l'indépendance écossaise de 2014, Lane Fox signe une lettre ouverte s'opposant à l'indépendance écossaise.
Elle rejoint le conseil d'administration du réseau social Twitter en juin 2016.

## Bénévolat
Lane Fox est défenseur de causes telles que les droits humains, les droits des femmes et la justice sociale. En 2007, elle fonde Antigone, une fondation pour soutenir des organismes de bienfaisance basés au Royaume-Uni. Elle est une marraine de Reprieve, un organisme de bienfaisance d'action en justice, et Camfed, une organisation vouée à la lutte contre la pauvreté, le VIH et le SIDA en Afrique rurale en mettant l'accent sur l'éducation des jeunes femmes. Elle est également la marraine de l'organisation caritative Just for Kids Law, qui soutient les enfants et les jeunes de Londres, et se bat pour une réforme plus large au nom des jeunes à travers le Royaume-Uni.
Lorsque la société de télécommunications Orange retire son soutien de longue date au prix Orange, Lane Fox est l'un des nombreux bienfaiteurs, avec Cherie Blair et Joanna Trollope, qui proposent de maintenir le concours jusqu'à ce qu'un autre sponsor majeur puisse être trouvé.

## Distinctions
Lane Fox est nommée commandant de l'Ordre de l'Empire britannique (CBE) lors des honneurs du Nouvel An 2013 pour «services à l'économie numérique et à la charité». En février 2013, elle est classée comme l'une des 100 femmes les plus puissantes du Royaume-Uni par Woman's Hour sur BBC Radio 4. 
Le 25 mars 2013, elle est créée pair à vie en tant que baronne Lane-Fox de Soho, de Soho dans la Cité de Westminster, et est présentée à la Chambre des lords le jour suivant. Le 29 octobre 2015, Lane Fox est classé 15e sur la liste Richtopia des 100 entrepreneurs britanniques les plus influents,. En février 2016, elle est élue Fellow de British Computer Society, après avoir été nommé par le duc de Kent et figure parmi les Inspiring Fifty Europe.
En novembre 2019, Lane Fox est désignée par la publication médiatique et marketing The Drum, en association avec le Futures Network, Innovate Her et WACL, comme la femme la plus influente du secteur numérique britannique du dernier quart de siècle.

## Vie privée
Lane-Fox vit à Marylebone, à Londres, avec son partenaire Chris Gorell Barnes. Leurs fils jumeaux, Milo et Felix, sont nés en 2016. En mai 2004, elle est gravement blessée dans un accident de voiture dans la station touristique d'Essaouira au Maroc et est transportée en Angleterre pour y être soignée à l'hôpital John Radcliffe d'Oxford et plus tard à l'hôpital Wellington de Londres. Elle est sortie de l'hôpital en décembre 2005.